# Om befrielsen i provinsen
|  | Denne artikel er oprettet af botten Steenthbot ud fra en ekstern database. Den kan derfor have sproglige fejl eller mangler. Denne skabelon kan fjernes efter kontrol af indholdet. |

[Om befrielsen i provinsen] er en dansk dokumentarisk optagelse.

## Handling
Filmen er en amatørfilm med optagelser fra provinsen i tiden efter befrielsen. Den har hverken handling eller udsagn, og er mere eller mindre tilfældigt stykket sammen af forskellige optagelser fra en engelsk militærlejr, en landevej ved Bodum, tyske flådeenheder ved Hirtshals og amerikanske soldater i Jylland. Der er danske mellemtekster.